# Expeditie (ontdekkingstocht)

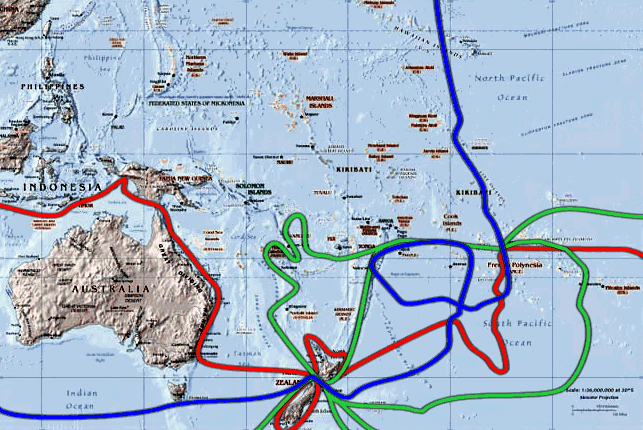
Reizen van James Cook in de zuidelijke Grote Oceaan

Een expeditie (van het Latijnse expeditio; "onderneming, veldtocht") is een ontdekkings- of onderzoeksreis die vaak naar vreemde en afgelegen gebieden leidt en daardoor vaak gebonden is aan behoorlijke inspanningen en beperkingen. Expedities worden vaak uitgevoerd door geografische genootschappen in opdracht van hun regeringen. De meeste expedities zijn tegenwoordig onderzoeksreizen.
Er kunnen meerdere gronden bestaan voor een expeditie. Vele vroegere expeditieleiders maakten in naam van hun regering aanspraak op het gebied waar de expeditie heen leidde (bijvoorbeeld koloniën of protectoraten). Andere expedities waren bijvoorbeeld op zoek naar legendarische oorden, goud of andere edelmetalen of onontdekte plant- en diersoorten.
Tot de beroemdste reizen behoren die van Christoffel Columbus, Vasco da Gama, Samuel de Champlain, James Cook, Ernest Shackleton, Charles Darwin, David Livingstone, Henry Morton Stanley, Alexander von Humboldt, Sven Hedin en Heinrich Barth. Veel expeditieleiders voerden meerdere expedities aan.

## Uitrusting
Een geschikte, voldoende en functionerende uitrusting is van groot belang voor het succes van een expeditie. Ontbrekende of niet-functionerende onderdelen kunnen onder omstandigheden het succes of falen van de hele expeditie bepalen. Hiertoe behoren vaak de volgende onderdelen:
- voortbeweging (vervoermiddelen of lastdieren);
- gezondheid/medicijnen (geneesmiddelen, verbindingsmiddelen, medische hulpmiddelen en proviand);
- navigatiehulpmiddelen (bijvoorbeeld kaartmateriaal, gps, kompassen, lokale gidsen);
- bescherming (bijvoorbeeld kleding en tenten);
- verdediging (wapens);
- communicatiehulpmiddelen (bijvoorbeeld satelliettelefoons en radios).

Voor het transport worden vaak offroad voertuigen, lastdieren of lastdragers (in Nepal bijvoorbeeld de Sherpa's) gebruikt.

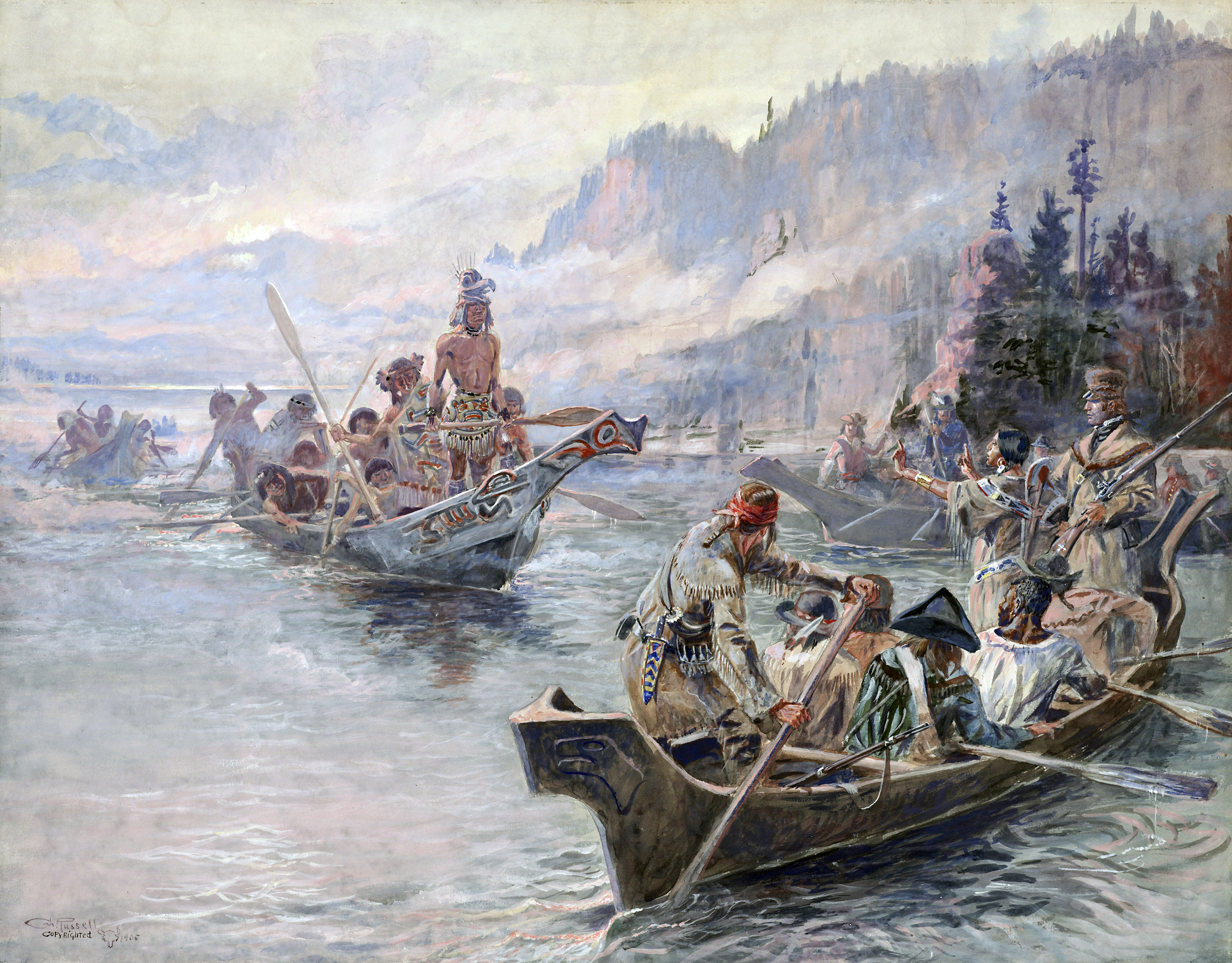
Expeditie van Lewis en Clark

## Lijst van bekende expedities
- Tweede Kamtsjatka-expeditie onder leiding van Vitus Bering (1733-1743)
- Egyptische Expeditie van Napoleon Bonaparte (1798-1801)
- Lewis en Clark expeditie (1804-1806)
- Przewalski-expedities naar Centraal-Azië (1870-1873, 1876-1877, 1879-1880, 1883-1885)
- Chinees-Zweedse Expeditie (1927-1935)